# Rövidcsőrű hangyászsün
A rövidcsőrű hangyászsün vagy ausztráliai hangyászsün (Tachyglossus aculeatus), az emlősök osztályába, azon belül a kloákások rendjébe és a hangyászsünfélék családjába tartozó Tachyglossus nem egyetlen faja.

## Előfordulása
Ausztrália, Tasmania, Indonézia és Pápua Új-Guinea erdős, bozótos, sivatagos területein honos.

## Alfajai
- Tachyglossus aculeatus aculeatus
- Tachyglossus aculeatus acanthion
- Tachyglossus aculeatus multiaculeatus
- Tachyglossus aculeatus lawessi
- Tachyglossus aculeatus setosus

## Megjelenése
Testhossza 30-45 centiméter, testtömege 2-7 kilogramm. Testét rövid szőr fedi, amiből a háti oldalon tüskék fejlődtek ki. Sünszerű állat, hosszú fogatlan szájszervvel és hosszú, ragadós nyelvvel. Ami az emlősöknél ritkaság, méregmiriggyel is rendelkezik. Ha megtámadják, összegömbölyödik és tüskéi megvédik a ragadozóktól, vagy beássa magát a homokba. Farka 9 cm

## Életmódja
Termeszekkel és hangyákkal táplálkozik, melyet erős karmaival szerez meg a korhadó fákból, vagy termeszvárból.
Erején túl a rövidcsőrű hangyászsün kifejezetten intelligens is. Homloklebenye - testéhez képest - hatalmas; tervező, analizáló, tanulási képessége és emlékezőtehetsége felveszi a versenyt a kísérleti patkányokkal.

## Szaporodása
A hüllőkhöz hasonlóan tojással szaporodik. Júniustól augusztusig egy lágyhéjú tojást rak, melyet a nőstény 10 nap alatt költ ki, majd az erszényében nevel fel.

## Képek

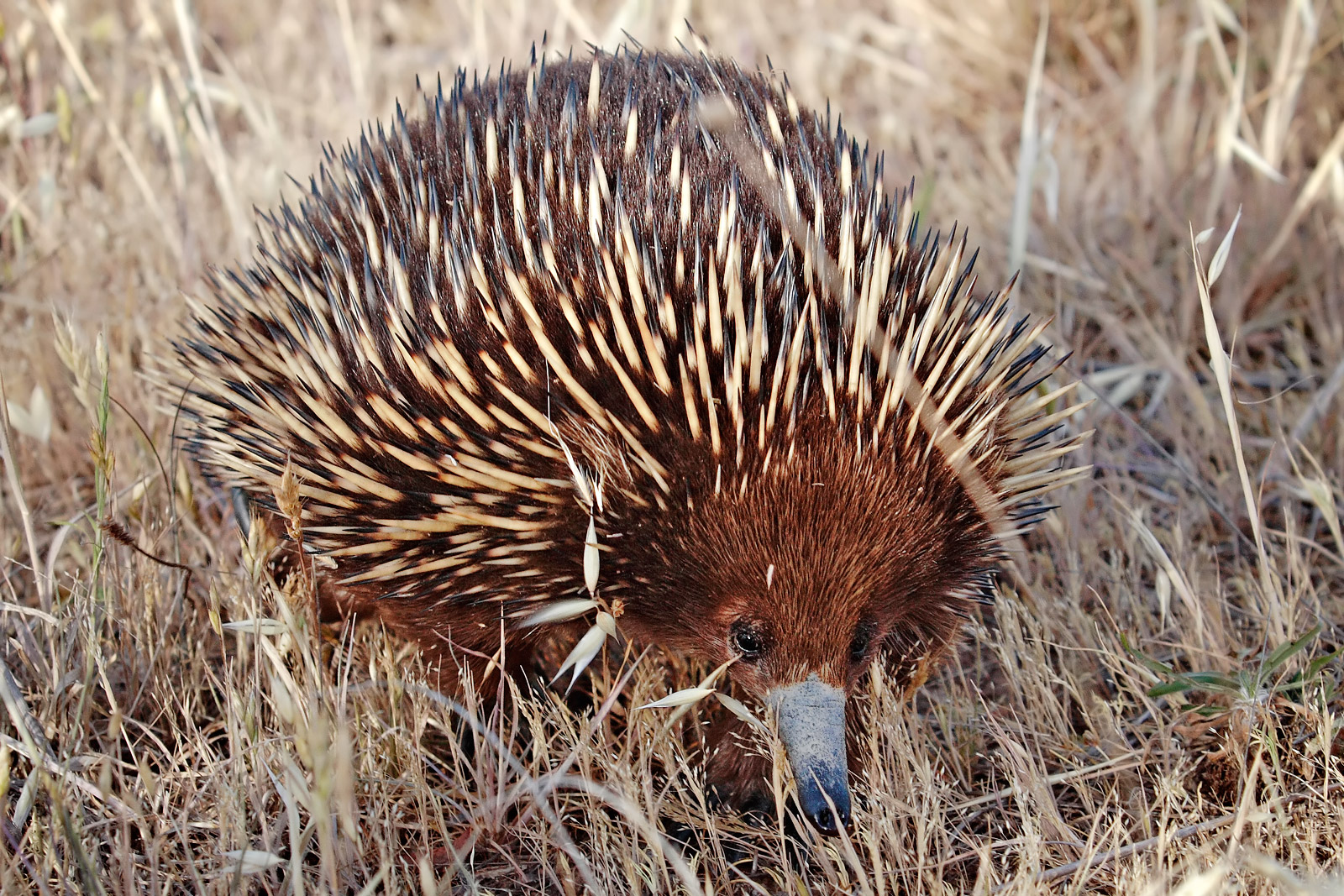
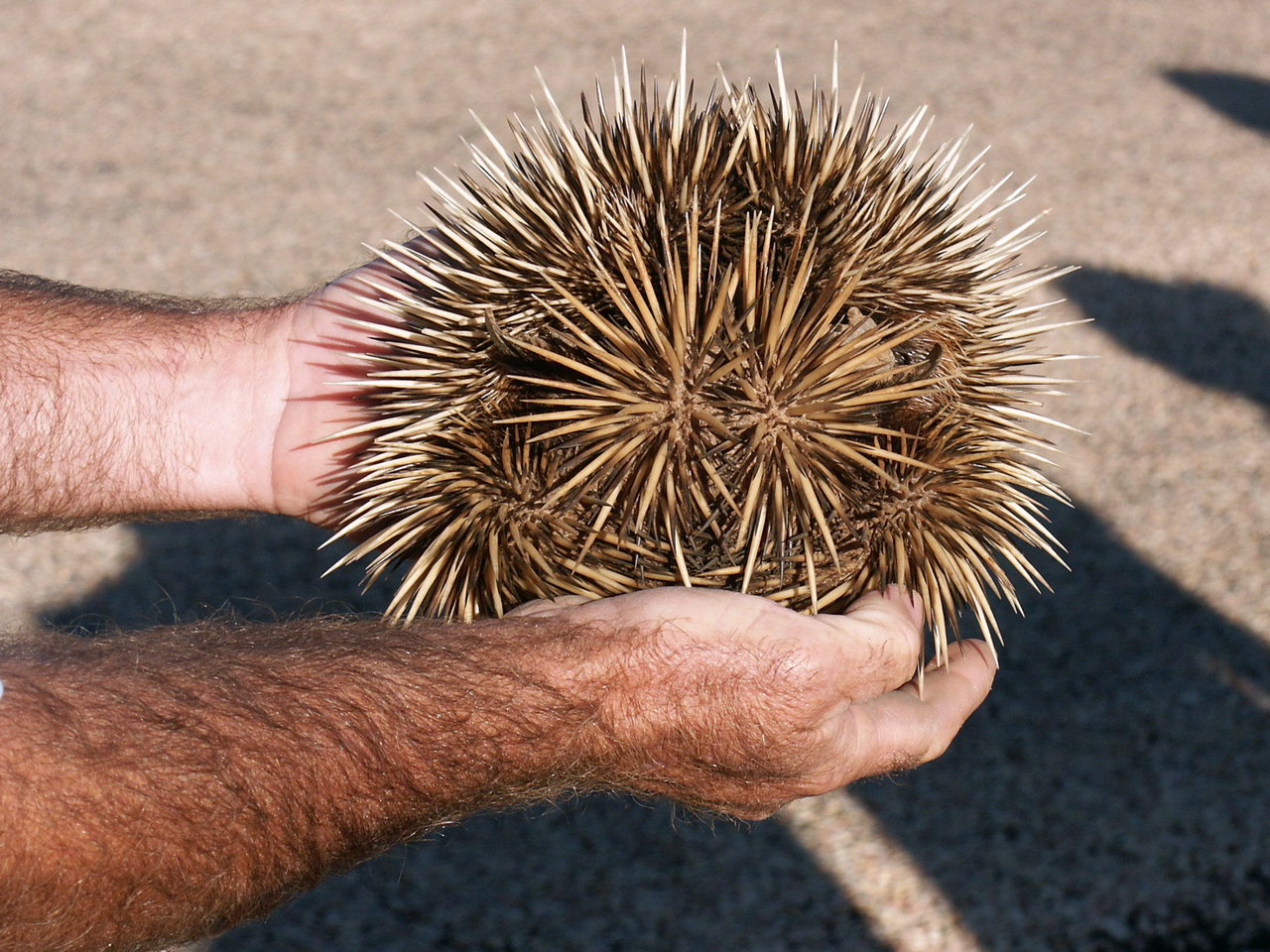
Védekező testhelyzet
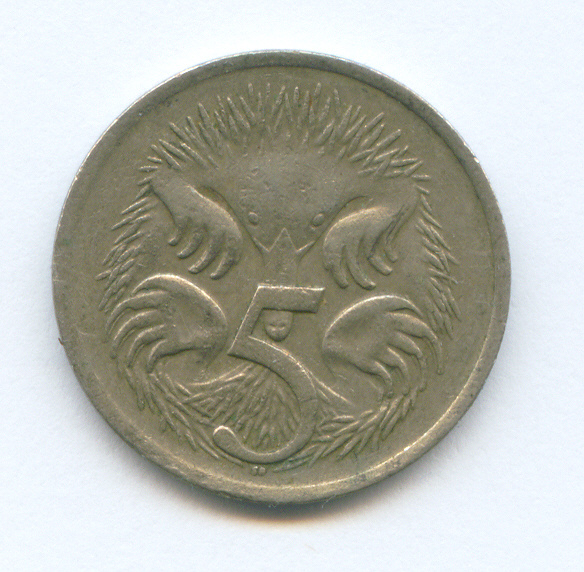
Az ausztrál 5 centesen is szerepel
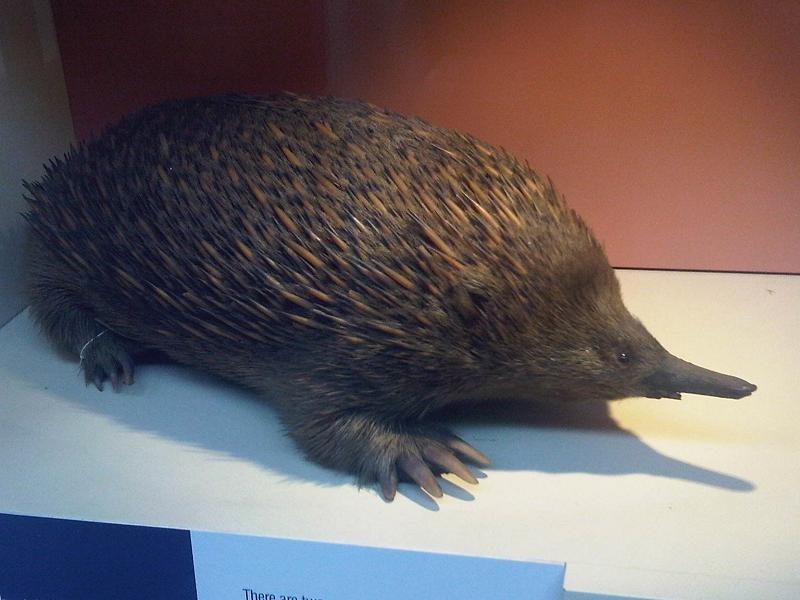
kitömött példány